# أبولا
 أبولا هي قرية في أبرشية ساريما في مقاطعة سار في غرب إستونيا. 
قبل الإصلاح الإداري في عام 2017، كانت القرية تابعة لأبرشية كيليكونا. 

## استخدامات أخرى
- عبلة في إسبانيا وهو اسم لاتيني قديم أطلق سابقًا على الأسقفية والفخامة.